# سوپر جام اروپا ۱۹۹۲
فینال سوپر جام اروپا ۱۹۹۲، رقابت پایانی سوپر جام اروپا است که مابین دو تیم باشگاه فوتبال بارسلونا و باشگاه فوتبال وردر برمن برگزار شده‌است.
این مسابقه که در تاریخ‌های ۱۰ فوریه ۱۹۹۳ و ۱۰ مارس ۱۹۹۳ انجام شده‌است در مجموع با نتیجه ۳ بر ۲ به سود باشگاه فوتبال بارسلونا به پایان رسید.